# Matovce
Matovce (bis 1927 slowakisch „Maťovce“; ungarisch Mátévágása – bis 1907 Mátévágás) ist eine Gemeinde im Nordosten der Slowakei mit 119 Einwohnern (Stand 31. Dezember 2024), die im Okres Svidník, einem Kreis des Prešovský kraj sowie in der traditionellen Landschaft Šariš liegt.

## Geographie

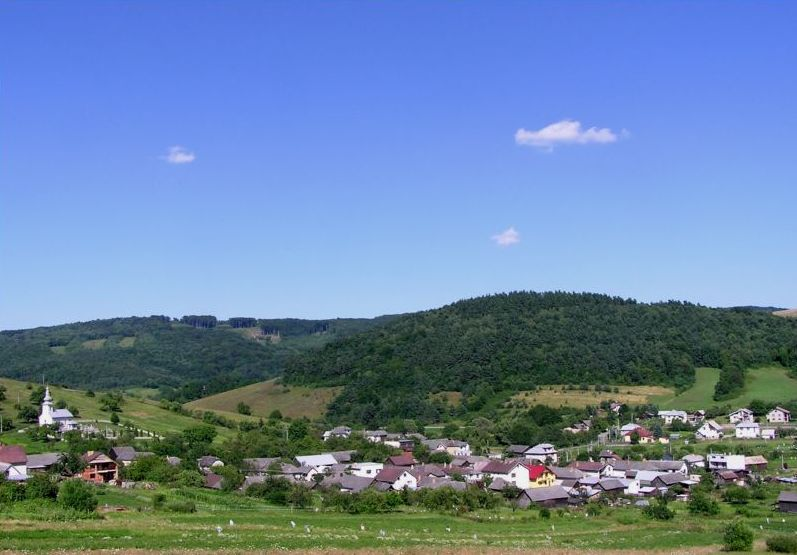
Matovce

Die Gemeinde befindet sich in den Niederen Beskiden, noch genauer im Bergland Ondavská vrchovina, beiderseits des kleinen Flusses Radomka im Einzugsgebiet der Topľa. Das Ortszentrum liegt auf einer Höhe von 210 m n.m. und ist fünfeinhalb Kilometer von Giraltovce sowie 23 Kilometer von Svidník entfernt.
Nachbargemeinden sind Valkovce im Nordwesten und Norden, Soboš im Nordosten und Osten, Giraltovce im Süden, Brezov im Südwesten und Westen und erneut Giraltovce (Katastralgemeinde Stredná hora) im Westen.

## Geschichte
Matovce entstand um die Mitte des 14. Jahrhunderts in der Herrschaft von Radoma nach deutschem Recht und wurde zum ersten Mal 1423 als Matheywagasd schriftlich erwähnt, weitere historische Bezeichnungen sind unter anderen Matheugasa (1427), Matyowcze (1773) und Maťovce (1808). 1427 wurden 21 Porta verzeichnet und das Dorf war Besitz des Geschlechts Aba aus Drienov, später gehörten die Ortsgüter den Familien Kapy, Péchy, Semsey und Bán.
1787 hatte die Ortschaft 27 Häuser und 264 Einwohner, 1828 zählte man 27 Häuser und 223 Einwohner, die als Waldarbeiter beschäftigt waren. Ab Mitte des 19. Jahrhunderts sowie in der ersten tschechoslowakischen Republik wanderten Einwohner in verstärktem Maße aus.
Bis 1918 gehörte der im Komitat Sáros liegende Ort zum Königreich Ungarn und kam danach zur Tschechoslowakei beziehungsweise heute Slowakei. Nach dem Zweiten Weltkrieg pendelte ein Teil der Einwohner zur Arbeit in Industriebetriebe in Giraltovce, Košice und anderswo in der Gegend, die Landwirte waren privat organisiert.

## Bevölkerung
| Jahr                | 1994 | 2004    | 2014    | 2024    |
| ------------------- | ---- | ------- | ------- | ------- |
| Anzahl der Personen | 144  | 133     | 128     | 119     |
| Unterschied         |      | −7,63 % | −3,75 % | −7,03 % |

| Jahr                | 2023 | 2024 |
| ------------------- | ---- | ---- |
| Anzahl der Personen | 119  | 119  |
| Unterschied         |      | +0 % |

Gemäß der Volkszählung 2011 wohnten in Matovce 134 Einwohner, davon 125 Slowaken, drei Magyaren, zwei Russinen und ein Tscheche. Drei Einwohner machten keine Angabe zur Ethnie.
92 Einwohner bekannten sich zur griechisch-katholischen Kirche, 29 Einwohner zur römisch-katholischen Kirche, sieben Einwohner zur orthodoxen Kirche, zwei Einwohner zur Evangelischen Kirche A. B. und ein Einwohner zur reformierten Kirche. Bei drei Einwohnern wurde die Konfession nicht ermittelt.

## Bauwerke
- griechisch-katholische Kirche Schutz der hochheiligen Gottesmutter im klassizistischen Stil aus dem Jahr 1819[6]

## Verkehr
Durch Matovce führt die Cesta I. triedy 21 („Straße 1. Ordnung“) von Lipníky zur polnischen Grenze bei Vyšný Komárnik, als Teil der E 371.